# (467026) 2016 CX188
(467025) 2016 CX188 es un asteroide perteneciente al cinturón de asteroides descubierto por el Mount Lemmon Survey el 3 de septiembre de 2010 desde el Observatorio del Monte Lemmon.